# New I/O
Java Non-blocking I/O  — коллекция прикладных программных интерфейсов для языка Java, предназначенных для реализации высокопроизводительных операций ввода-вывода. Первая реализация появилась с J2SE версии 1.4 от Sun Microsystems как альтернатива стандартным операциям ввода-вывода. NIO.2 появилась с J2SE версии 1.7.

## Реализация
В отличие от традиционных Java-реализаций для ввода-вывода, использующих блокирующую модель передачи данных, Java NIO использует неблокирующую передачу, а также службы уровня операционной системы для достижения максимальной скорости передачи данных.
Для работы Java NIO использует:
- буферы — типы для хранения данных;
- каналы — аналоги потоков для быстрой записи или чтения данных.